# Human Rights Party (Vereinigte Staaten)
Human Rights Party (HRP) war eine linksorientierte Politische Partei im US-amerikanischen Bundesstaat Michigan in den 1970er Jahren.
Die Partei erzielte in den 1970er Jahren Wahlsiege in Ann Arbor und Ypsilanti. Die Partei weitete sich auf verschiedene andere Städte in Michigan aus. 1975 wurde aus der HRP die Socialist Human Rights Party und später fusionierte die Partei mit der Socialist Party of Michigan.
Gegründet wurde die Partei 1970 unter der Führung von Zoltan Ferency. 1972 gelang es zwei Kandidaten der Partei in den Stadtrat von Ann Arbor gewählt zu werden. Mit dem Auslaufen der Bürgerrechtsbewegung Ende der 1970er verlor die Partei in den Vereinigten Staaten an Zulauf.